# Beckington
Beckington est un village du Somerset dans le district de Mendip en Angleterre.